# 万沢川

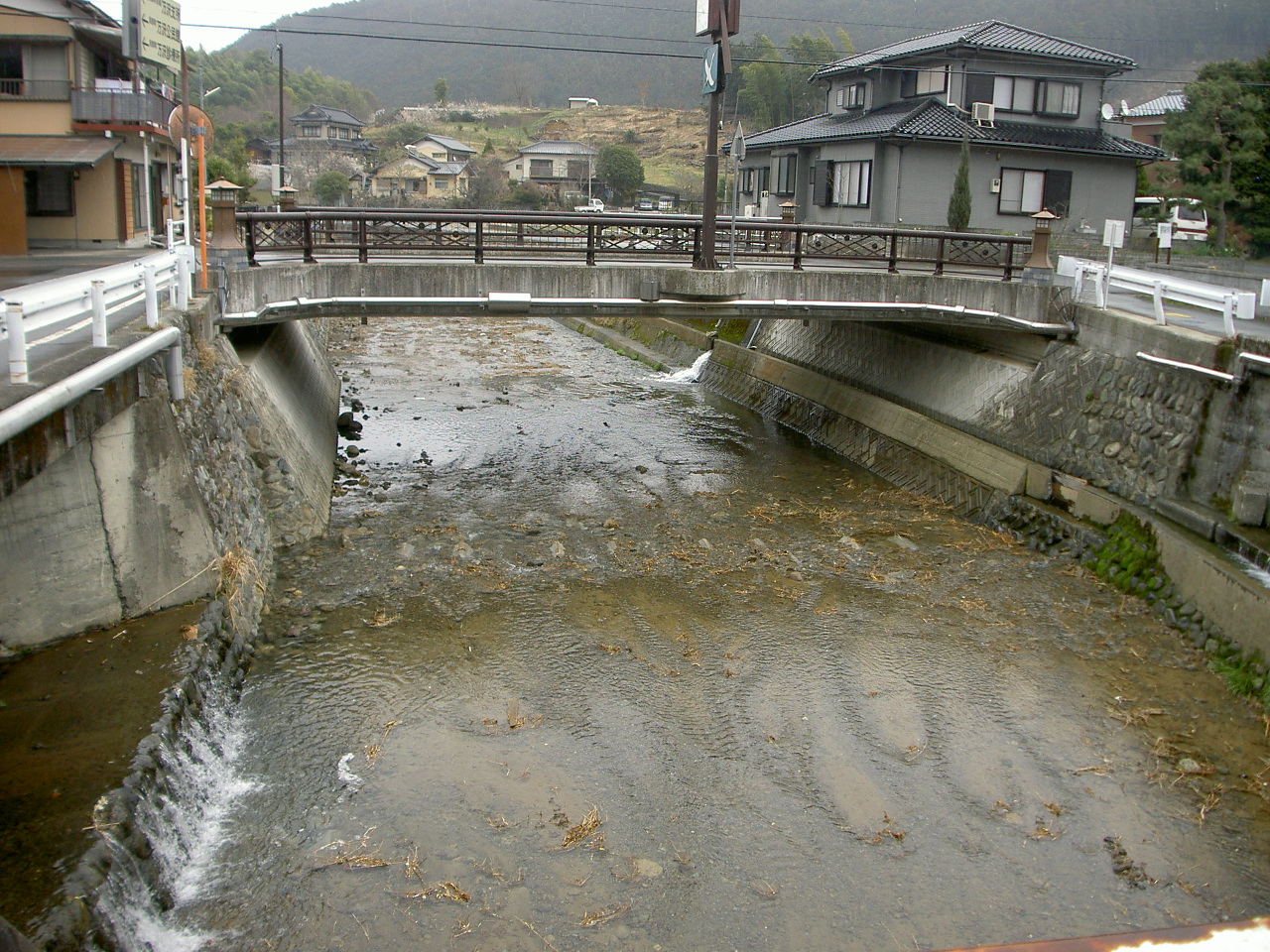
万沢川

万沢川（まんざわがわ）は、山梨県南巨摩郡南部町を流れる河川。
名称は流域の地名によるもの。貫ケ岳を源流とする。一級河川である富士川の支流であり、本川も一級河川に分類されているが、本川も山口沢川、大城沢川、横沢川の3河川を支流としている。山梨県南巨摩郡南部町万沢の土井下と河内戸の間付近(河口からの距離約20.9km)へ注ぐ、地図で確認できる限り、万沢川は山梨県内で最後から2番目に位置している。

## 交通
- 鉄道
  - JR東海身延線十島駅（山梨県南巨摩郡南部町）
  - JR東海身延線稲子駅（静岡県富士宮市）
- 道路
  - 国道52号
  - 国道469号
  - 静岡県道・山梨県道10号富士川身延線
- 橋梁
  - 新万沢橋
  - 万沢橋
  - 万栄橋（直接架かってはいないが、すぐ近くに所在する）